# مهرجان سيليوم الدولي بالقصرين
مهرجان سيليوم الدولي بالقصرين هو مهرجان موسيقي ثقافي دولي يقام سنويا في مدينة القصرين في تونس. تدور فعالياته بين 10 جويلية و 4 أوت، وإتخذ منذ سنة 2013 بعده الدولي.

## برنامج الدورة الحالية
يحتفل المهرجان بدورته الثانية في صيغته الدولية، وبالرغم من ذلك لا يزال برنامجه دون المستوى المطلوب ولا يوفر عروضا فرجاوية تليق بصبغته الجديدة. وتتراوح سهرات المهرجان بين الفن الشعبي، والمسرح والعروض التنشيطية.
- 10 جويلية: افتتاح المهرجان بعروض فنية وتنشيطية
- 12 جويلية: عرض شبابي «كافون & محمد امين حمزاوي»
- 13 جويلية: عرض طربي عربي للفنان وائل جسار
- 15 جويلية: مسرحية «شريفة عفيفة» لحنان الشقراني ومنال عبد القوي
- 17 جويلية: عرض فني شعبي للمطرب سمير الوصيف
- 19 جويلية: ليلة الطرب مع حسن الدهماني ومنيرة حمدي
- 20 جويلية: سهرة مغاربية «الشاب صاليح - الشاب الصديق»
- 21 جويلية: عرض مسرحي «عرق البرنوس»
- 22 جويلية: عرض سينمائي للاطفال
- 24 جويلية: عرض لفرقة الإنشاد السورية
- 25 جويلية: عرض طربي للفنانة ألفة بن رمضان
- 27 جويلية: عرض درصاف الحمداني & سفيان الزايدي
- 02 أوت: المركز الوطني لفن العرائس
- 05 أوت: ليلة الشعر العربي

## مواضيع ذات صلة
- قائمة المهرجانات في تونس
- القصرين
- مهرجان العبادلة الأثري الدولي
- مهرجان ربيع سبيطلة الدولي